# Митът на XX век
„Митът на XX век“ (на немски: Der Mythus des 20. Jahrhunderts) е политическо изследване от 1930 г. на Алфред Розенберг, главния идеолог на националсоциализма.
Излязла на книжния пазар в края на Ваймарската република, книгата е определяна за времето си като политически шедьовър, отразяващ психо-духовната борба на своето време. Алфред Розенберг използва в нея алегорични изрази като „душа на расата“ и „религия на кръвта“ за водаческото и политическото си верую. Трите основни глави от книгата са озаглавени „Борбата на ценностите“, „Същността на германското изкуство“ и „Бъдещият Райх“. До 1944 година общият тираж на „Митът на XX век“ достига 1 075 000 екземпляра, като по време на Втората световна война са отпечатани още 260 хил. тънки екземпляра от политическото верую на националсоциализма.
Като бивш офицер от Императорската руска армия, Алфред Розенберг е наясно с комунистическата идеология от болшевишки тип в Русия и неслучайно Хитлер го определя за свой заместник и фюрер на партията след арестуването му за участие в Бирения пуч. В периода когато Хитлер е в затвора с Хес, пишейки „Моята борба“, НСДАП се ръководи от автора на „Митът на XX век“.